# 玉来
玉来（たまらい）は、大分県竹田市の市街地一帯を表す地名である。南生地区のうち、旧荻町と菅生（小塚・久保・戸上・菅生・今・川床）を除いた地区にあたる。大分県奥豊後では豊後大野市三重町に次いで人口が集中している地区である。郵便番号は878-0024。

## 地理
町内には九州横断ルートの豊肥本線と国道57号が東西に貫いている。鉄道は豊肥本線が通過しており、玉来駅が最寄駅となっている。国道57号が豊後大野市朝地町から熊本県阿蘇市にかけて東西に横切っている。
地名の由来となっている大野川水系の玉来川と稲葉川が東西にカーブしながら流れて、魚住の滝（竹田ダム）で大野川に合流する。休日やゴールデンウィーク・年末年始の繁忙期を中心に熊本や大分方面への渋滞が発生するなど、山間部に位置しながら交通量は一日3万台以上と多い。
商業施設は国道57号沿いとその旧道に当たる熊本県道・大分県道135号高森竹田線沿いに集積しており、小規模であるもののロードサイド店舗街を形成している。竹田市内または奥豊後地域では有数の商業地になっている。主にサンリブ・ホームワイド・ベスト電器・フレイン・マルキョウ・順天堂書店・TSUTAYAなどといった商業施設がある。
ただし、対照的に市街地から外れた地域では、田畑や森林が広がる風景が見られる。祖峰地区に程近い大野川沿岸、豊肥本線以南の大字吉田と岩本では昆虫や野生動物が見られ、自然豊かな農村地帯・田園風景となっている。

### 新興住宅地
住宅団地や新興住宅地として小規模ながら、君ヶ園の南部小学校と竹田養護学校の隣に人口600人 世帯数350世帯の大分県または竹田市経営の公営住宅（集合住宅）の矢倉団地、玉来に玉来西団地や玉来東団地とニュー松ヶ丘が存在する。人口4,265人、世帯数1,709世帯（2005年国勢調査より）が在住している。

## 主要施設

### 教育
- 竹田市立南部小学校（大分県奥豊後や玖珠郡周辺では最大規模の小学校）
- 竹田市立南部幼稚園
- 竹田市立竹田南部中学校
- 大分県立竹田養護学校
- 玉来保育園

高等学校は当地域には存在せず、大字竹田の大分県立竹田高等学校が最寄となる。

### 宿泊施設
- ホテル岩城屋
- ニュー万福茶屋
- グリーンヒルあんのん
- 民宿

### 公共施設
- 竹田警察署
- 竹田市総合文化ホール
- 竹田市体育センター（旧勤労者青少年ホーム）
- 竹田市公民館玉来分館　体育館
- 竹田市役所　玉来連絡所

### 商業施設
- ホームワイド竹田店
- マルキョウ竹田拝田原店
- フレイン竹田店
- ファッションセンターしまむら竹田店
- ベスト電器竹田店
- サンリブ竹田店
- ビッグチェーン竹田店
- ジョイフル大分竹田店
- 桜瀬書店・ソフトランド竹田店・auショップ竹田・らいす亭
- Honda Cars西大分竹田店
- 大分日産自動車日産プラザ竹田店
- 大分トヨタ自動車竹田店
- ほっともっと竹田店
- スーパードラッグコスモス竹田店
- メガネのヨネザワ竹田店
- ファミリーマート竹田穴井迫店

### 金融機関
- 大分銀行竹田玉来出張所
- 豊和銀行玉来出張所
- 大分県信用組合拝田原出張所
- 玉来郵便局

### 医療機関
- 竹田医師会病院 - ウェイバックマシン（2006年8月21日アーカイブ分）
- 道全内科
- 工藤医院
- 安達医院
- 本田医院
- まつもと歯科クリニック
- 真田歯科医院

### 神社
- 扇森稲荷神社（こうとうさま）
- 中川神社
- 楠公神社
- 尺間神社
- 宮地嶽神社
- 阿蔵天満宮
- 森八幡社

### 交通機関
- 九州旅客鉄道（JR九州）豊肥本線玉来駅
- 大分バス（大野竹田バス）竹田営業所
  - やまびこ号 (特急バス)「玉来」停留所（九州産交バス）
- 竹田合同タクシー玉来営業所